# Koens brunst
Koens brunst er en dansk dokumentarfilm fra 1978 instrueret af Orla Kastrup Kristensen.

## Handling
Filmens hovedsigte er at vise og forklare, hvorledes de tre brunstfaser kan identificeres for at opnå en effektiv brunstkontrol. Vægten er lagt på at vise de ydre tegn på brunst, og derefter i tegnefilm forklare, hvordan de overordnede kønshormoner øver indflydelse på brunsten. Endvidere er vist ægløsning i relation til befrugtningstidspunkt, og hermed det rette tidspunkt for inseminering.